# وزارة الدفاع الوطني (كوريا الجنوبية)
وزارة الدفاع الوطني (بالكورية: 국방부)‏ هي إدارة في حكومة كوريا الجنوبية مسؤولة عن الفروع العسكرية لكوريا الجنوبية.

## تاريخ
تأسست الوزارة في 15 أغسطس عام 1948 ويقع مقرها الرئيسي في سول. أنشأت الوزارة بعد تأسيس جمهورية كوريا عام 1948 لتحل محل إدارة الأمن الداخلي التي كانت مسؤولة عن القوات المسلحة لكوريا الجنوبية تحت حكومة جيش الولايات المتحدة العسكرية خلال فترة احتلال الحلفاء.

## وصلات خارجية
- الموقع الرسمي باللغة الإنجليزية